# Toyota TS030 Hybrid
La Toyota TS030 Hybrid è uno Sport Prototipo costruito dal reparto sportivo TMG della casa automobilistica giapponese Toyota per competere nella classe LMP1 del Campionato del Mondo Endurance FIA nelle stagioni 2012 e 2013. 

Dopo 13 anni - dal 1985 al 1999, esclusi il 1991 e il 1997 - di partecipazioni alla 24 Ore di Le Mans, che non hanno portato ad alcuna vittoria assoluta, Toyota decide di impegnarsi nella Formula 1 con una propria scuderia. Questo impegno dura dal 2002 al 2009; tuttavia, nonostante i grandi capitali investiti, i risultati non sono quelli desiderati. Così Toyota nel 2012 decide di tornare nuovamente a gareggiare nell'Endurance con questa vettura dotata di propulsione ibrida.

## Tecnica
Dispone di un telaio monoscocca in fibra di carbonio e alluminio con struttura ad alveare, parabrezza in policarbonato, cambio sequenziale a 6 rapporti con scatola in alluminio, frizione multidisco, differenziale meccanico viscoso autobloccante, sterzo assistito idraulicamente, dischi dei freni in carbo-ceramica.
Il cuore dell'auto è un motore V8 con un angolo di 90° tra le bancate dei cilindri, una cilindrata di 3,4 litri ed è alimentato a benzina.
Ma questa Toyota TS030 è un'auto ibrida, che quindi affianca al motore termico un motore elettrico - fornito dalla consociata Denso - i quali lavorano in sinergia nel complesso Toyota Hybrid System - Racing (THS-R).
La trazione è posteriore.

## Risultati sportivi
Stagione WEC 2012

La TS030 Hybrid avrebbe dovuto debuttare nel Mondiale Endurance in occasione della 6 ore di Spa-Francorchamps nel maggio 2012, ma a seguito di un incidente durante alcuni test privati, il telaio dell'auto è stato gravemente danneggiato il che ha costretto l'intero team a rinunciare alla gara e a debuttare direttamente alla 24 Ore di Le Mans 2012, con due modelli iscritti in categoria LMP1.

Nella maratona francese entrambe le vetture giapponesi sono costrette al ritiro: nel corso del giro numero 82, la TS030 di Anthony Davidson durante una fase di frenata viene toccata da una Ferrari 458 Italia in categoria LMGT-Am che ne provoca il ribaltamento; sulla seconda vettura, invece, si manifestano problemi al motore.

Nella successiva prova di campionato, la 6 ore di Silverstone, l'unica Toyota TS030 presente si dimostra più competitiva grazie anche a nuove soluzioni aerodinamiche: ottiene il giro più veloce in corsa e termina la gara al secondo posto.

Alla 6 Ore di San Paolo in Brasile viene schierata una sola TS030, che ottiene per la prima volta la pole position e coglie poi la prima vittoria.

Dopo un ritiro nella gara successiva, la 6 ore del Bahrain, la TS030 conclude la stagione 2012 con due successi consecutivi: alla 6 ore di Fuji (circuito di casa) e alla 6 ore di Shanghai precede entrambe le Audi R18 "e-tron quattro", sue avversarie principali.
Stagione WEC 2013

Nella prima sfida del FIA WEC 2013 (6 ore di Silverstone) le due Toyota TS030, ancora in spec2012, ottengono, entrambe doppiate di un giro, un terzo e quarto posto dietro alle due Audi R18 e-tron quattro.

Nella seconda sfida del campionato (6 ore di Spa-Francorchamps) la Toyota schiera una TS030 Hybrid spec2013 (#7) e una ancora in spec2012 (#8). Il risultato della gara è il seguente: la #7 termina la gara in anticipo per un problema di surriscaldamento dei freni posteriori dovuti al malfunzionamento del sistema ibrido; la #8 non riesce ad arrivare sul podio, terminando la gara in quarta posizione dietro a tre Audi R18 e-tron quattro.

Insoddisfatta di come stanno andando le cose e un po' preoccupata per la sfida successiva, la 24 ore di Le Mans, Toyota chiede una modifica del EoT (Equilibration of Technology) sostenendo che il regolamento vigente sia troppo a favore delle auto a propulsione diesel. Dopo poco tempo le modifiche all'EoT arrivano, consentendo alle auto a benzina (ibride e non) di aumentare la capacità del serbatoio di 3 litri. In questo modo le Toyota TS030 Hybrid possono vantare di un serbatoio da 76 litri contro quello di 58 litri delle Audi R18 e-tron quattro.

Finalmente alla 24 ore di Le Mans del 2013 Toyota schiera due TS030 Hybrid in spec2013, comunque diverse per alcuni dettagli aerodinamici. Entrambe riescono a concludere la difficile gara di durata - la #8 in seconda posizione e la #7 in quarta posizione - strette in un doppio sandwich da tre Audi R18 e-tron quattro, le quali tagliano il traguardo in prima, terza e quinta posizione.

Verso luglio Toyota annuncia ufficialmente di proseguire per il resto della stagione WEC 2013 con una sola vettura, per poter concentrare le risorse sullo sviluppo della LMP 2014. L'equipaggio scelto per continuare il campionato è quello della vettura #8, cioè quello formato da Stéphane Sarrazin, Sébastien Buemi e Anthony Davidson, più vicini in classifica alle Audi. Rimane però certa la doppia partecipazione della Toyota all'appuntamento di casa: 6 ore di Fuji.

Alla quarta gara di campionato, la 6 ore di San Paolo in Brasile, l'unica TS030 Hybrid partecipante (la #8) arriva con un nuovo pacchetto aerodinamico e un sistema ibrido ottimizzato per le gare di tale durata. Però lo sviluppo tecnico di Toyota e la scelta di far partecipare una sola auto non vengono premiati, perché la vettura viene incidentata da una Lotus di categoria LMP2 durante un doppiaggio al 25º giro dopo appena 35 minuti dall'inizio della corsa. Così l'avventura brasiliana della Toyota, al contrario dell'anno precedente, si conclude precocemente e con un po' di delusione da parte dell'innocente incidentato Stéphane Sarrazin e dell'intero team.

Nella quinta sfida della stagione, disputatasi nel nuovo Circuito delle Americhe ad Austin, il potenziale della TS030 emerge. La battaglia emozionante ed aggressiva con Audi dura per tutte le 6 ore e alla bandiera a scacchi la TS030 #8 conclude in seconda posizione a 23.617 secondi dalla rivale Audi R18 e-tron quattro #2.

La sesta gara del campionato 2013 (disputata al Fuji Speedway), nella quale Toyota porta due equipaggi, si rivela una sfida a dir poco inusuale a causa del maltempo che porta una pioggia battente limitando la visibilità e la tenuta di strada e influendo quindi negativamente sulla sicurezza. Pertanto la direzione di gara, dopo aver deciso una partenza guidata dalla safety car, opta per sospendere la corsa con appena 8 giri completati. Vi sono due tentativi di ripartenza (di 8 giri e di mezzo giro rispettivamente), ma alla fine la gara si conclude con la vittoria della Toyota #7 di Alexander Wurz, Nicolas Lapierre e Kazuki Nakajima con appena 16 giri completati, tutti costantemente guidati dalla vettura di sicurezza. E proprio a causa di questa modalità di svolgimento, i punteggi assegnati agli equipaggi e ai costruttori vengono dimezzati. Lo stesso Nakajima alla fine della gara afferma "Non sono sicuro che possiamo davvero chiamare questa vittoria, ma naturalmente un primo posto significa molto per la squadra". La TS030 #8 conclude in 27ª posizione con un giro di distacco dopo essere stata costretta a partire dalla pit lane per motivi regolamentari.

La penultima sfida del 2013 si disputa a Shanghai. Toyota anche stavolta porta due vetture per rendere più avvincente la battaglia con Audi. La sfida tra i due costruttori LMP1 è molto combattuta e dura fino alla fine delle 6 ore. Al termine della gara però a tagliare per prima il traguardo è la vettura #1 di Audi con la TS030 #7 subito dietro in seconda posizione. La TS030 #8 si ritira invece dopo circa 4 ore e mezza per la rottura di una sospensione.

Ultima gara del Campionato del Mondo Endurance 2013: 6 ore del Bahrain. Toyota, dopo aver conquistato la prima fila in qualifica, chiude l'anno con una meritata vittoria: la TS030 #8 di Sarrazin, Davidson e Buemi conclude al primo posto davanti all'Audi R18 e-tron quattro #1; la TS030 #7, invece, dopo circa 2 ore dall'inizio della gara è costretta al ritiro per un problema al motore.

## Riepilogo risultati
Un risultato in grassetto indica la pole position. Un risultato in corsivo indica il giro veloce.
| Anno | Team          | No. | 1   | 2   | 3   | 4   | 5   | 6   | 7   | 8   | Punti | WEC |
| ---- | ------------- | --- | --- | --- | --- | --- | --- | --- | --- | --- | ----- | --- |
| 2012 |               |     | SEB | SPA | LMS | SIL | SÃO | BHR | FUJ | SHA | 96    | 2°  |
| 2012 | Toyota Racing | 7   | /   | /   | Rit | 2   | 1   | Rit | 1   | 1   | 96    | 2°  |
| 2012 | Toyota Racing | 8   | /   | /   | Rit | /   | /   | /   | /   | /   | 96    | 2°  |

| Anno | Team          | No. | 1   | 2   | 3   | 4   | 5   | 6   | 7   | 8   | Punti | WEC |
| ---- | ------------- | --- | --- | --- | --- | --- | --- | --- | --- | --- | ----- | --- |
| 2013 |               |     | SIL | SPA | LMS | SÃO | COA | FUJ | SHA | BHR | 142,5 | 2°  |
| 2013 | Toyota Racing | 7   | 4   | Rit | 4   | /   | /   | 1   | 2   | Rit | 142,5 | 2°  |
| 2013 | Toyota Racing | 8   | 3   | 4   | 2   | Rit | 2   | 27  | Rit | 1   | 142,5 | 2°  |